# ГЕС Існахар
ГЕС Існахар (ісп. Iznajar) – гідроелектростанція на півдні Іспанії. Розташована між малими ГЕС Jauja (5,4 МВт, вище по течії) та ГЕС Каналес (8,8 МВт), входить до каскаду ГЕС на річці Геніль (ліва притока Гвадалківіру, що впадає у Кадіську затоку Атлантичного океану).
На Геніль спорудили велике водосховище витягнуте по долині річки на 32 км із площею поверхні 25,2 км2 та об'ємом до 981 млн м3. Його утримує гравітаційна гребля висотою 122 метри та довжиною 407 метр, на спорудження якої пішло 1,4 млн м3 матеріалу. Створення сховища мало на меті вирішення багатьох задач, як то протиповеневий захист, зрошення 80 тис гектарів земель, постачання води для населення та виробництво електроенергії.
Розташований біля греблі машинний зал станції обладнаний двома турбінами типу Френсіс потужністю по 38,4 МВт, які працюють при напорі у 97,3 метра.
Зв'язок з енергосистемою відбувається по ЛЕП, що працює під напругою 25 кВ.